# Eultschek
Eultschek (Neutürkisch: Ölçek) war ein türkisches Volumenmaß für Getreide. Es wurde am 1. Januar 1874 eingeführt und sollte dem metrischen System entsprechen.
Der neue Kilo oder Kiléï war auf 100 Hektoliter festgelegt. Auf 20 alte Kiléï (35,27 Liter) rechnete man 7 neue Kilo.
- 1 Eultschek = 10 Zarf = 1 Liter
  - 100 Eultschek = 1 Hektoliter